# Ulica Zakopiańska (Kraków)
ulica Zakopiańska – główna krakowska trasa wylotowa w kierunku południowym, stanowiąca fragment krajowej i międzynarodowej drogi krajowej nr 7 (E77). Wraz z ul. Wadowicką stanowią fragment trasy z Krakowa do Zakopanego, zwanej potocznie „Zakopianką”.

## Przebieg
Swój bieg rozpoczyna na skrzyżowaniu ulic Jana Brożka, Józefa Tischnera i Wadowickiej, a kończy się na granicy administracyjnej miasta Krakowa (tj. na początku granic gminy Libertów.)

### Komunikacja miejska
W ciągu ulicy znajdują się następujące przystanki autobusowe i przystanki tramwajowe należące do MPK Kraków:
- Łagiewniki, czyli pętla autobusowo-tramwajowa w rejonie skrzyżowania ulic Jana Brożka, Józefa Tischnera, Wadowickiej i Zakopiańskiej;
- Łagiewniki SKA - przystanek w rejonie Trasy Łagiewnickiej[4]; zatrzymują się na nim tramwaje linii nr 8, 10, 11, 19, 22 oraz 50; ponadto zatrzymują się tam trzy linie autobusowe: miejska (nr 196), nocna (608) oraz nocna aglomeracyjna (915)
- Solvay - przystanek tramwajowo-autobusowy w rejonie Zakładów Sodowych Solvay; zatrzymują się na nim tramwaje linii nr 8, 19, 22 i 50, ponadto zatrzymuje się tam miejski autobus linii nr 151.
- Borek Fałęcki I - przystanek tramwajowy w rejonie Centrów Handlowych Solvay oraz Carrefour[5]; linie tramwajowe: 8, 19, 22 i 50.
- Borek Fałęcki - pętla autobusowo-tramwajowa w rejonie Centrów Handlowych Solvay oraz Carrefour; linie tramwajowe: 8, 19, 22 i 50. Ponadto na przystanku zatrzymuje się 5 różnych miejskich linii autobusowych, a także 15 linii aglomeracyjnych.
- Góra Borkowska - cztery oddzielne przystanki autobusowe, w rejonie skrzyżowania z ul. Zawiłą i Jugowicką.
- Judyma - przystanek autobusowy w rejonie skrzyżowania ul. Judyma i ul. Ciechocińską.
- Kąpielowa - dwa oddzielne przystanki autobusowe, ok. 250 m na południe od skrzyżowania z ul. Kąpielową i ul. Ciechocińską[6].
- Opatkowice Wiadukt - dwa oddzielne przystanki autobusowe na wys. ul. Chorzowskiej (ok. 250 m na północ od wiaduktu nad Autostradą A4.)[7]
- Opatkowice - dwa oddzielne przystanki autobusowe w rejonie skrzyowania z ul. Taklińskiego i Poronińskiej (ok. 600 m na południe od wiaduktu nad Autostradą A4)[8]
- Ważewskiego - dwa oddzielne przystanki autobusowe w rejonie skrzyowania z ul. Ważewskiego i Opatkowickiej[9].

#### Zlikwidowane Przystanki
- Łagiewniki ZUS - przystanek przy budynku Inspektoratu ZUS dla Krakowa - Łagiewnik. Przystanek istniał od grudnia 2014 roku[10] do maja 2022 roku[11].